# Дамар (остров)
Дамар (индон. Pulau Damer) — индонезийский остров в архипелаге Барат-Дая в море Банда.

## География

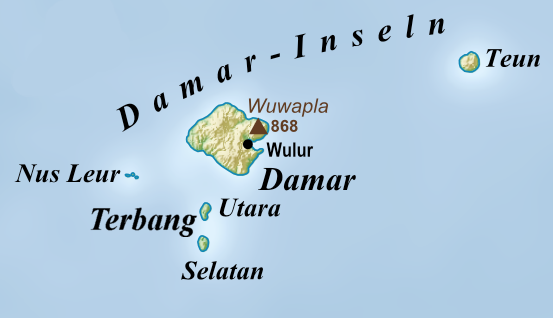
Остров Дамар

Площадь острова равна 197,7 км², является крупнейшим островом в группе Дамарских островов.

## Население
Крупнейший населенный пункт — деревня Вулур с населением 1497 человек.

## Экономика
Остров изначально являлся единственным местом на юге Молуккских островов, где производилось саго. Население живёт за счёт продажи кокосов, гвоздики, бананов, маниоки, перца чили, помидоров, папайи и рыболовства.